# سيد قشوع
سيد قشوع (من مواليد 1975) كاتب وصحفي فلسطيني، من مواليد الطيرة، اشتهر بكتبه وأعمدته الصحفية الفكاهية باللغتين العبرية والإنجليزية.

## سيرته

### نشأته
ولد سيد قشوع في الطيرة في منطقة المثلث، لأبوين فلسطينيين. في عام 1990، تم قبوله في مدرسة داخلية مرموقة في القدس وهي أكاديمية الفنون والعلوم الإسرائيلية. درس علم الاجتماع والفلسفة في الجامعة العبرية في القدس. كان قشوع من سكان حي بيت صفافا قبل أن ينتقل إلى حي يهودي في القدس مع زوجته وأولاده.

### الهجرة إلى الولايات المتحدة
قبل قشوع العمل كأستاذ في شامبين-أوربانا وإلينوي وشيكاغو، وانتقل هناك مع زوجته وأطفاله الثلاثة في العام الدراسي 2014/2015. لديه عمود في صحيفة هآرتس بتاريخ 4 يوليو سنة 2014، بعنوان «لماذا سيغادر سيد قشوع القدس ولن يعود أبدًا: كل ما قاله الناس له منذ أن كان مراهقًا يتحقق. لقد فشل التعايش اليهودي العربي» ونُشر العمود في وقت عانت فيه العلاقات بين الجماعات في البلاد من التقلب، ومن أسباب ذلك قتل مستوطنين إسرائيليين ثلاثة في الضفة الغربية وطفل فلسطيني في القدس، وإن كان ذلك قبل اندلاع الحرب على غزة 2014 التي اندلعت بعد ذلك بعدة أيام. وقد أثار إعلانه العديد من ردود الفعل في الصحافة الإسرائيلية من الزملاء والقراء المهتمين بالقضايا التي يثيرها. كان قلق قشوع على عائلته ويأسه من استمرار رفض يهود إسرائيل لعرب 48 (بما في ذلك هو شخصيا على الرغم من كتاباته التي استمرت 25 عامًا) دافعًا لانتقاله إلى الولايات المتحدة. في عموده بصحيفة هآرتس، كتب قائلاً «لقد خسرت حربي الصغيرة» وقال أنه لا يرى أي أمل في عالم لأطفاله يمكن فيه للفلسطينيين واليهود الإسرائيليين أن يتعايشوا.
بدأ قشوع التدريس في جامعة إلينوي من خلال «مشروع الدراسات الإسرائيلية»، وهو برنامج رعاية للكتاب والعلماء الإسرائيليين تديره إلينوي والاتحاد اليهودي لمدينة شيكاغو، وظل هناك أستاذًا زائرًا من 2014-2018. كما شارك في ورشة عمل ثنائية اللغة لبرنامج الكتابة الإبداعية في جامعة شيكاغو. في صيف 2018، انتقل قشوع وأسرته إلى سانت لويس بولاية ميسوري، لكي يسجل قشوع في الدكتوراه في برنامج الأدب المقارن في جامعة واشنطن في سانت لويس. وقد عمل أيضًا هناك مدرساً اللغة العبرية في قسم اللغات والثقافات اليهودية والإسلامية والشرق الأدنى.

## مسيرته الأدبية
بدأ تتعرف قشوع على الأدب في أكاديمية الفنون والعلوم الإسرائيلية عندما كان عمره 14 عامًا. بعد قراءته الحارس في حقل الشوفان، اكتشف شغفًا بالكتب وبدأ في الكتابة بنفسه، خصوصًا حول السرديات العربية في بلد يهودي. سعى قشوع إلى «إقامة دولة أكثر مساواة». تحكي روايته الأولى، العرب الراقصون (2002)، قصة عربي إسرائيلي مجهول الاسم التحق بمدرسة نخبوية يهودية داخلية ومزج بين الهويتين العربية واليهودية في محاولة للانسجام مع مجتمعه الجديد. أصبحت هذه الموضوعات المائلة إلى السير الذاتية للهوية والتوسط، والتي غالبًا ما يتم تغليفها بنوع من الكوميديا المأساوية، من السمات المميزة لكتابات قشوع. على مر السنين، غالبًا ما استخدم قشوع في أعماله القصصية شخصيات نمطية - رسوم كاريكاتورية لليهود والعرب الإسرائيليين - لتعزيز الألفة مع جمهوره وتقويض تصور هذه الهويات في الحياة الواقعية.
منذ بداية حياته المهنية ككاتب، كتب قشوع باللغة العبرية حصريًا على الرغم من أنه في نشأته تحدث العربية فقط. كان هذا اختيارًا مقصودًا من جانبه كرد فعل على التمثيل السيئ للشخصيات الفلسطينية في الكتب العبرية في مكتبة مدرسته. أراد قشوع على حد تعبيره «إخبار الإسرائيليين... القصة الفلسطينية»، وهو يفعل ذلك باستخدام «الفكاهة والسخرية والسخافة لمناشدة القراء واستخدام وسائل الإعلام الشعبية مثل التلفزيون والصحافة». كانت وسيلته الأساسية للاتصال بالجمهور هي عمود شخصي أسبوعي باللغة العبرية لصحيفة «هآرتس» وأسبوعية محلية في القدس باسم «هاير».
بأسلوب فكاهي، اعتاد قشوع أن يدرج في عموده تعليقات سياسية واجتماعية حول المشاكل التي يواجهها عرب إسرائيل في حكايات حول الأبوة والأمومة والحياة اليومية. في إحدى هذه الأعمال، ناقش قشوع قدرة المرء على الاندماج في ثقافة جديدة مع سرد المحادثات الدنيوية والواقعية المألوفة بين أفراد الأسرة. استخدم وجهة نظر أطفاله لتسليط الضوء على عبثية الأعراف الاجتماعية، مثل اعتراف ابنته الحزين بأنها تعلم أنها «ستكون دائمًا عربية» بالنسبة لبقية المجتمع الإسرائيلي. من خلال كتابته بالعبرية لمنصة إخبارية رئيسية، عرّض قشوع الجمهور اليهودي الإسرائيلي للتجربة العربية في إسرائيل.
في مقالته في صحيفة هآرتس الذي أعلن فيه انتقاله إلى الولايات المتحدة، توقع قشوع أن يضطر إلى التحول مرة أخرى إلى الكتابة بالإنجليزية «عن أرض بعيدة يُطلق فيها النار على الأطفال ويذبحون ويدفنون ويحرقون»، على الرغم من أن «القراء ربما يعتقدون أنني أنا كاتب خيالي» لأنه لم يعتقد أن المتحدثين بالعبرية سيهتمون بقراءة أعماله لفترة أطول.  في حين أنه تحول إلى الكتابة بالإنجليزية بشكل أكبر بالفعل، بادئا بعد أسبوعين فقط من هجرته بمقال باللغة الإنجليزية لصحيفة الغارديان حول اغترابه، واصل مع ذلك عموده في هآرتس وكتب أحدث رواياته تغيرات المسار، بالعبرية قبل نشر الترجمة الإنجليزية في عام 2020. توقف قشوع عن كتابة عموده في صحيفة هآرتس في تشرين الثاني (نوفمبر) 2017، وأعلن عن ذلك التوقف في عمود أخير بعنوان «سيد قشوع يقول وداعًا: مخاطر أن تكون كاتبًا عربيًا إسرائيليًا» الذي عرض بالتفصيل وجهة نظره عن دوره ككاتب فلسطيني وآماله في مستقبل إسرائيل. اليوم، يواصل قشوع نشر مقالات الرأي من خلال منصات مختلفة، بما في ذلك الجارديان، ونيويوركر، ونيويورك تايمز.

## فيلموغرافيا
- عرب راقصون (2014)

كان من المقرر أن يبدأ إنتاج فيلم مقتبس عن رواية قشوع الثانية "Let It Be Morning" في بداية 2017.

## الاستقبال

### المديح
نالت أعمال قشوع استحسانًا كبيرًا على المستوى الدولي، وغالبًا ما يتم الإشادة به لصراحته و«هجائه اللافت للنظر». تشيد مراجعات Native (محلي)، وهي مجموعة من مقالاته الشخصية نشرت عام 2016، بعالمية رسالته الإنسانية وتقديمها الماهر من خلال الكوميديا. حازت قشوع على العديد من الجوائز الدولية وتم الإشادة به واعتباره «أعظم كاتب بالعبرية على قيد الحياة».

### نقد
انتقده مقال في جيروزاليم بوست لـ«عدم تقديره للحريات الممنوحة للعرب في إسرائيل». كما أن اختياره للكتابة باللغة العبرية حصريًا قد أثار الانتقادات، وأبعده عن عرب 48 الذين يرون اللغة العربية هي الوسيلة الأساسية للحفاظ على هويتهم العربية. أعرب قشوع في مقابلة عن أسفه لأنه «لم يعد مرحبًا به في مسقط رأسه الطيرة». كما أثار محتوى عمود قشوع في هآرتس جدلاً. في إحدى تلك الحالات الجدلية، بعد أن تعرضت المخرجة ميسلون حمود لتهديدات وإساءات لفظية، أصدر قشوع عمود اعتذار عن عموده الذي انتقد فيلم المخرجة وأكد على أهمية التعامل مع المواد المثيرة للتفكير والوقوف مع صانعي الفيلم لـ «إسكات العنف».

## الأعمال المنشورة
- عرب راقصون (2002)[35]
- فكان صباحا (2006)[36]
- ضمير المخاطب (2010) (تم نشر الرواية أيضًا باسم Exposure (2013))[37]
- محلي: رسائل من حياة إسرائيلية فلسطينية (2016)، تم ترشيحها في القائمة القصيرة للجائزة الكبرى للجمعيات الأدبية لعام 2017، في فئة البحث.[38]
- تغييرات المسار (2017)[39][40]

## الأفلام الوثائقية
وثق الفيلم الوثائقي «سيد قشوع، خائف إلى الأبد» من إنتاج عام 2009 (من إخراج وكتابة دوريت زيمباليست، وإنتاج باراك هيمان ودوريت زيمباليست) الاضطرابات والأحداث التي غيرت حياة قشوع على مدار سبع سنوات.

## الجوائز والتقدير
- 2004 - جائزة رئيس الوزراء للأدب العبري [44]
- 2004 - جائزة Grinzane Cavour للرواية الأولى (إيطاليا) عن روايته عرب راقصون[28]
- 2006- جائزة ليسينغ للنقاد (ألمانيا).[45]
- 2010 - جائزة حرية التعبير من مهرجان سان فرانسيسكو للسينما اليهودية (الولايات المتحدة الأمريكية)[46]
- 2011 - جائزة أفضل مسلسل تلفزيوني في مهرجان القدس السينمائي[47]
- 2011 - جائزة برنشتاين لرواية ضمير المخاطب[48]

## وصلات خارجية
- سيد قشوع على موقع IMDb (الإنجليزية)
- سيد قشوع على موقع ألو سيني (الفرنسية)
- سيد قشوع على موقع قاعدة بيانات الفيلم (الإنجليزية)
- سيد قشوع على موقع كينوبويسك (الروسية)